# Urias
Urias er en hittitisk soldat fra Det Gamle Testamente, beskrevet i Anden Samuelsbog, som var en del af de 37 krigshelte og gift med Batseba.
Kong David faldt for Batseba og bedrev hor med hende, så hun blev gravid. Kongen giver derfor Urias et brev, til at overbringe til sin øverstbefalende Joab, hvori han befalede, at Urias skulle sættes på forreste linje i det næste slag, og desuden at hans kampfæller skulle lade ham i stikken, så han ville blive dræbt. Urias omkom i krigen, og Kong David ægtede den smukke enke.
Kongen bliver efterfølgende opsøgt af profeten Natan, som giver en parabel og fortæller ham at som straf for denne synd skal Davids og Batsebas førstefødte barn dø. De avlede endnu et barn, Salomon, der blev til Kong Salomon.
Deraf udtrykket en uriaspost for en udsat post eller et vanskeligt, farligt hverv. Der endvidere har givet navn til webloggen Uriasposten. Og et uriasbrev for brev som bringer sin overbringer i ulykke.